# Geschichte des Kantons Thurgau
Die Geschichte des Kantons Thurgau umfasst die Entwicklungen auf dem Gebiet des schweizerischen Kantons Thurgau von der Urgeschichte bis zur Gegenwart.
Von der Jungsteinzeit bis in die Spätbronzezeit befanden sich am Ufer des Bodensees zahlreiche Seeufersiedlungen und Höhensiedlungen. Während römischer Zeit wurde das römische Kastell Arbor Felix erbaut.
Der frühmittelalterliche Thurgau (Turgowe, Turgovia) war ein pagus des Herzogtums Alemannien (Schwaben).
Eine Landgrafschaft Thurgau mit der ungefähren Ausdehnung des modernen Kantons Thurgau bestand vom 13. Jahrhundert bis 1798. Im frühen 15. Jahrhundert fielen erst Teile davon an die Alte Eidgenossenschaft, nach 1460 war die Landgrafschaft als Ganzes eine gemeine Herrschaft der Eidgenossenschaft.
Die Landgrafschaft wurde 1798 als Kanton Thurgau Teil der Helvetischen Republik und mit der Mediationsverfassung von 1803 zu einem gleichberechtigten Kanton der Schweiz.

## Jungsteinzeit
Aus dem Neolithikum wurden diverse Seeufersiedlungen am Bodensee oder heute versumpften Gebieten gefunden und ausgewertet. Dabei ist die Fundstelle Pfyn-Breitenloo namensgebend für die sogenannte Pfyner Kultur im Jung- bis Spätneolithikum. Sie ist bekannt für frühe Kupferverarbeitung und bildet eine kulturelle Einheit mit Seeufersiedlungen vom Bodensee bis an den Zürichsee. Weitere bedeutende Fundorte sind Arbon-Bleiche 3 oder Gachnang-Niederwil. Der aus einer Raubgrabung stammende Goldbecher von Eschenz datiert ebenfalls ins Jungneolithikum.

## Bronzezeit
Aus der Bronzezeit kennt man ebenfalls Seeufersiedlungen, aber auch wichtige Höhensiedlungen wie die Höhensiedlung Toos-Waldi. Dort wurde in der Frühbronzezeit ein Wall mit vermutlich vorgemauerter Wand errichtet – eine Befestigungsanlage, die bis in die Spätbronzezeit immer wieder aufgesucht wurde. Man muss davon ausgehen, dass sie stark bebaut war. Der Fund einer Pferdetrense dort ist ein früher Nachweis von berittenen Pferden in der Schweiz und Bernsteinperlen bezeugen den Fernkontakt mit der Ostsee.
Die Seeufersiedlung Arbon-Bleiche 2 begründet die archäologische Gruppe der sogenannten Arboner Kultur. Mit der Seeufersiedlung Ürschhausen-Horn liess sich eine Siedlung aus der spätesten Bronzezeit fassen. Beide Fundstellen gelten als gut erforscht. Allgemein steigt die Siedlungsdichte in der Bronzezeit stark an, während aus der Eisenzeit nur wenige Funde bekannt sind.

## Römische Epoche
Die römische Zeit beginnt sich um 15 v. Chr. mit dem Alpenfeldzug im Fundmaterial niederzuschlagen. Auch hier gibt es Siedlungen mit Feuchtbodenerhaltung, wie zum Beispiel der vicus Tasgetium. Der Thurgau ist zu Beginn und gegen Ende der römischen Zeit Grenzraum gegen den germanischen Siedlungsraum. In der Spätantike sind gleich vier Kastelle Teil des Rhein-Iller-Donau-Limes: Stein am Rhein, Pfyn, Konstanz und Arbon.

## Frühes Mittelalter

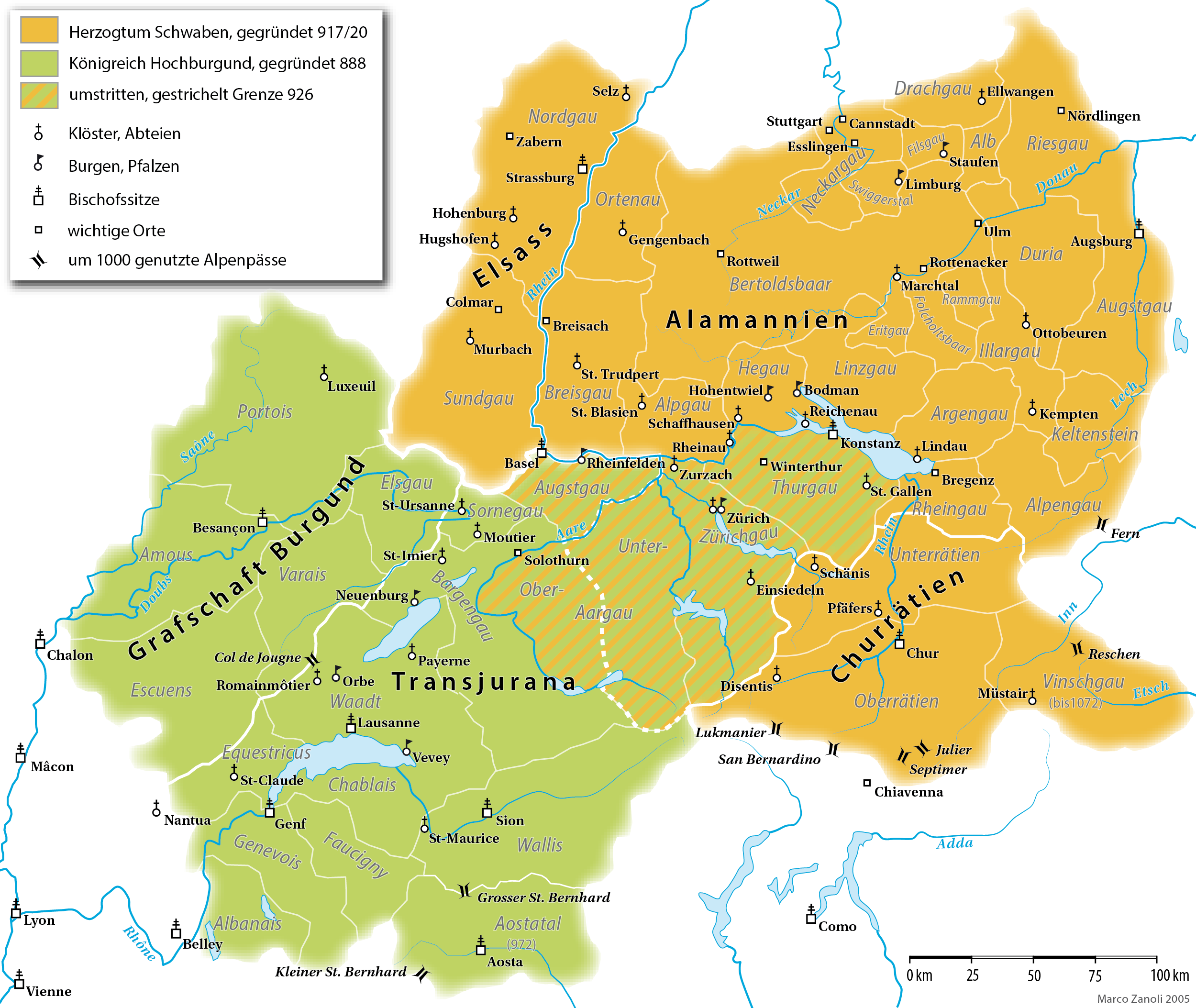
Das Herzogtum Schwaben (orange) und das Königreich Hochburgund (grün) um das Jahr 1000

Der frühmittelalterliche Thurgau im Herzogtum Alemannien war nach der Thur als dem Hauptfluss des Gebiets benannt und entsprach dem alemannisch besiedelten Gebiet zwischen Rhein und Reuss. Mit der alemannischen Besiedlung der Innerschweiz reichte er im 8. Jahrhundert schliesslich nach Süden bis an den Oberlauf der Reuss in der Schöllenenschlucht, inklusive das Gebiet der späteren Kantone Zug, Schwyz, Nidwalden und Uri (ohne Ursern).

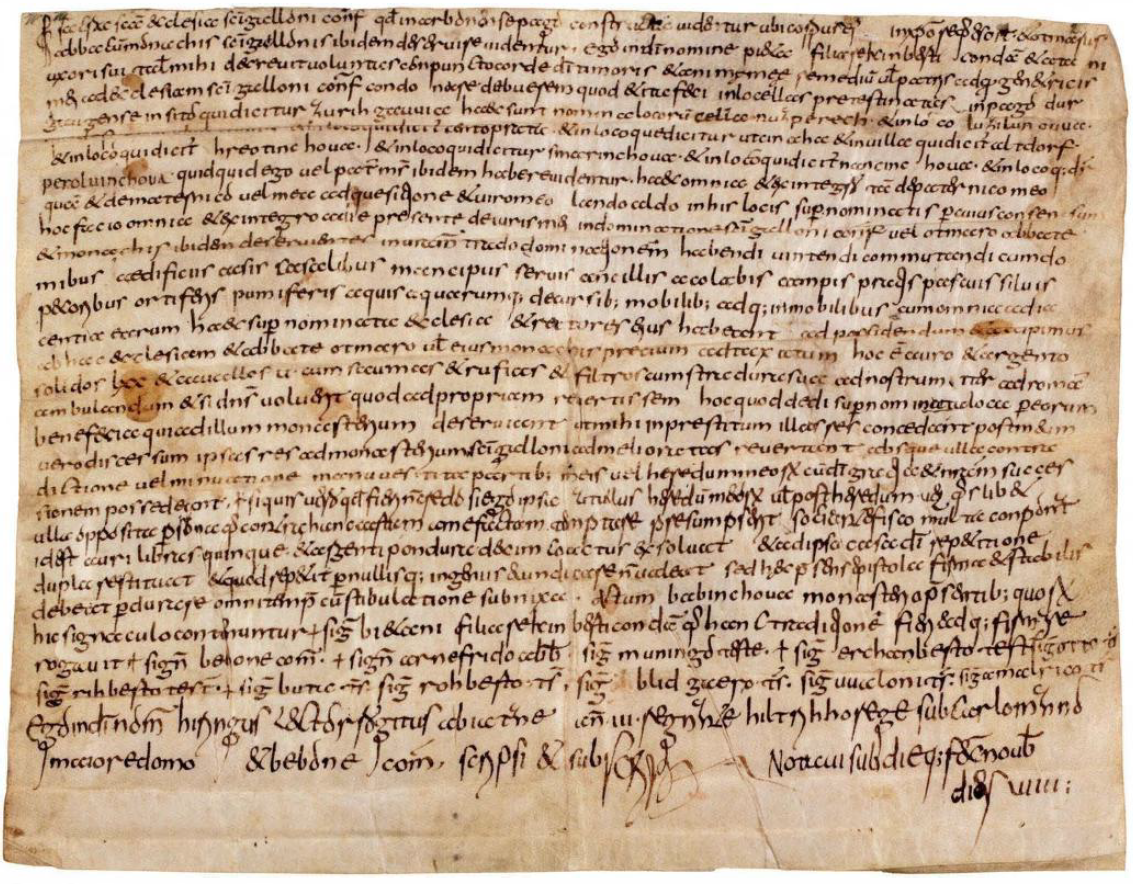
Regest mit Ersterwähnung des Thurgaus als Durgaugense

Urkundlich wird der Thurgau erstmals in einer Urkunde von um 745 (743–746) genannt, in der Orte im Tösstal und am oberen Zürichsee «in pago Durgaugense, in sito, qui dicitur Zurihgauvia» zugeordnet werden.
Im 9. Jahrhundert wurde der Zürichgau vom Thurgau getrennt. Die Grenze zwischen Zürichgau und Thurgau verlief entlang der Töss bzw. der Allmenkette links der Töss; zum Zürichgau gehörten damit auch die zentralschweizerischen Gebiete rechts der Reuss. Der Thurgau entsprach nun, als Teil des hochmittelalterlichen Stammherzogtums Schwaben, ungefähr dem Gebiet des heutigen Kantons Thurgau, beider Appenzell, Konstanz sowie Teilen der heutigen Kantone St. Gallen (Fürstenland und Toggenburg) und Kanton Zürich (östlich der Töss: Weinland, Winterthur, Tösstal).
Im frühen 10. Jahrhundert, als das Herzogtum durch erbitterte Auseinandersetzungen zwischen rivalisierenden Adelsgeschlechtern zerrissen war, versuchte König Rudolf II. von Hochburgund seine Herrschaft bis in den Thurgau auszudehnen. Dabei kollidierte er nach 917 mit den Ansprüchen des neuen Herzogs Burchard II. von Schwaben. Im Jahre 919 kam es zur Schlacht bei Winterthur, in der Herzog Burchard siegreich blieb und sich damit den Thur- und den Zürichgau sicherte.

### Grafen
Der Thurgau wurde nach 746 von fränkischen Grafen, im 9. Jh. von Burchardinger Grafen, und im 10. und 11. Jahrhundert von den Grafen von Winterthur regiert.
- Warin (Thurgau), 754 bis 20. Mai 774 (†)
- Isanbard, (Sohn des Warin), 774
- Udalrich I. (Graf), 787
- Radbert, (Sohn des Udalrich), 806
- Adalbert I. († 8. Januar 846), Graf von Rätien und im Thurgau, um 836 – um 838, aus dem Geschlecht der Burchardinger
- Burchard I. (Schwaben), um 860
- Liutfried II. von Winterthur, um 930
- Burchard III. (Schwaben), bis 973
- Adalbert I. von Winterthur, bis 1030
- Werner I. von Winterthur, bis 1040
- Adalbert II. von Winterthur, bis 1053

## Landgrafschaft

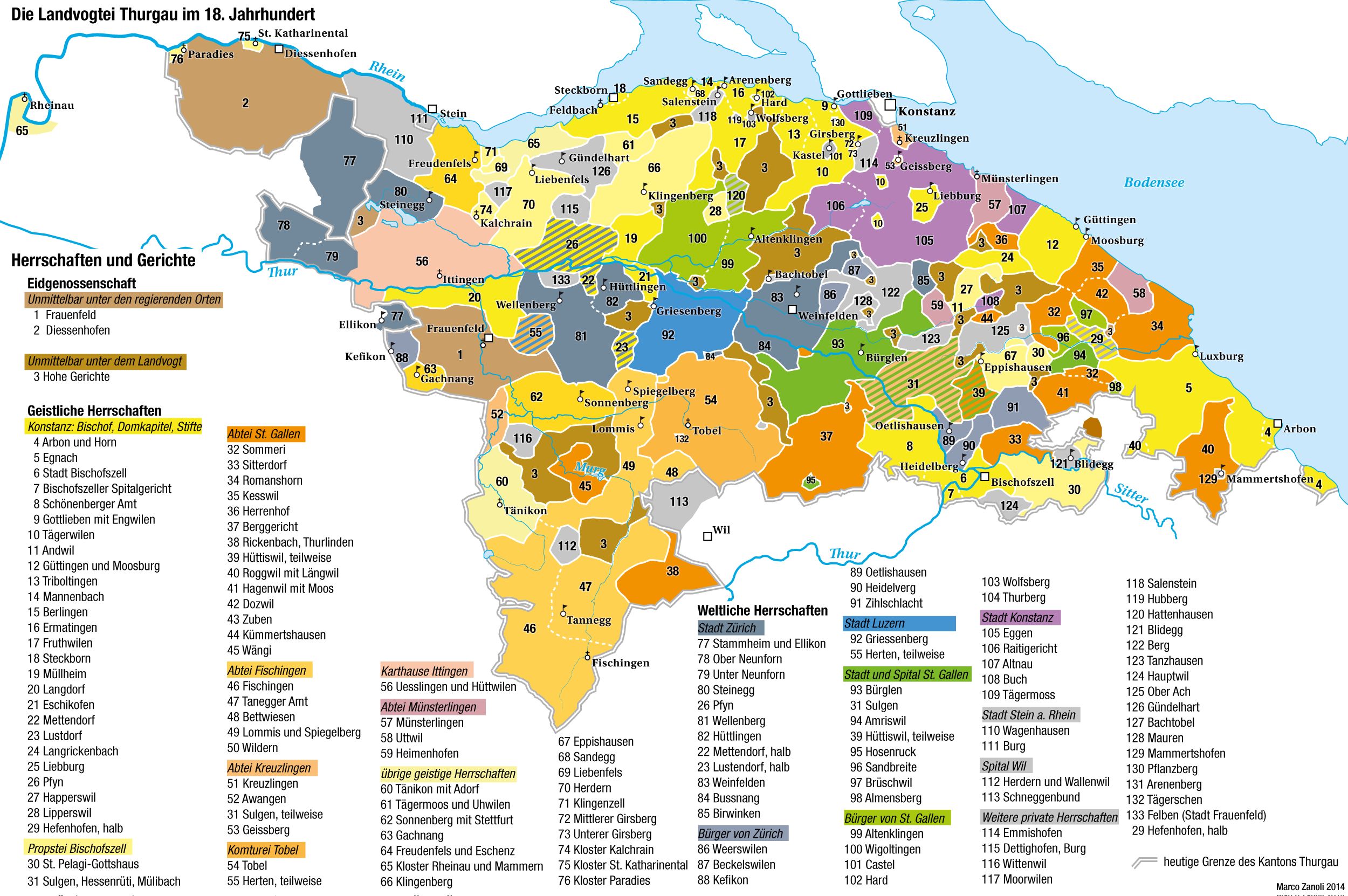
Karte der Gerichtsherrschaften in der Landvogtei Thurgau in der Mitte des 18. Jh.

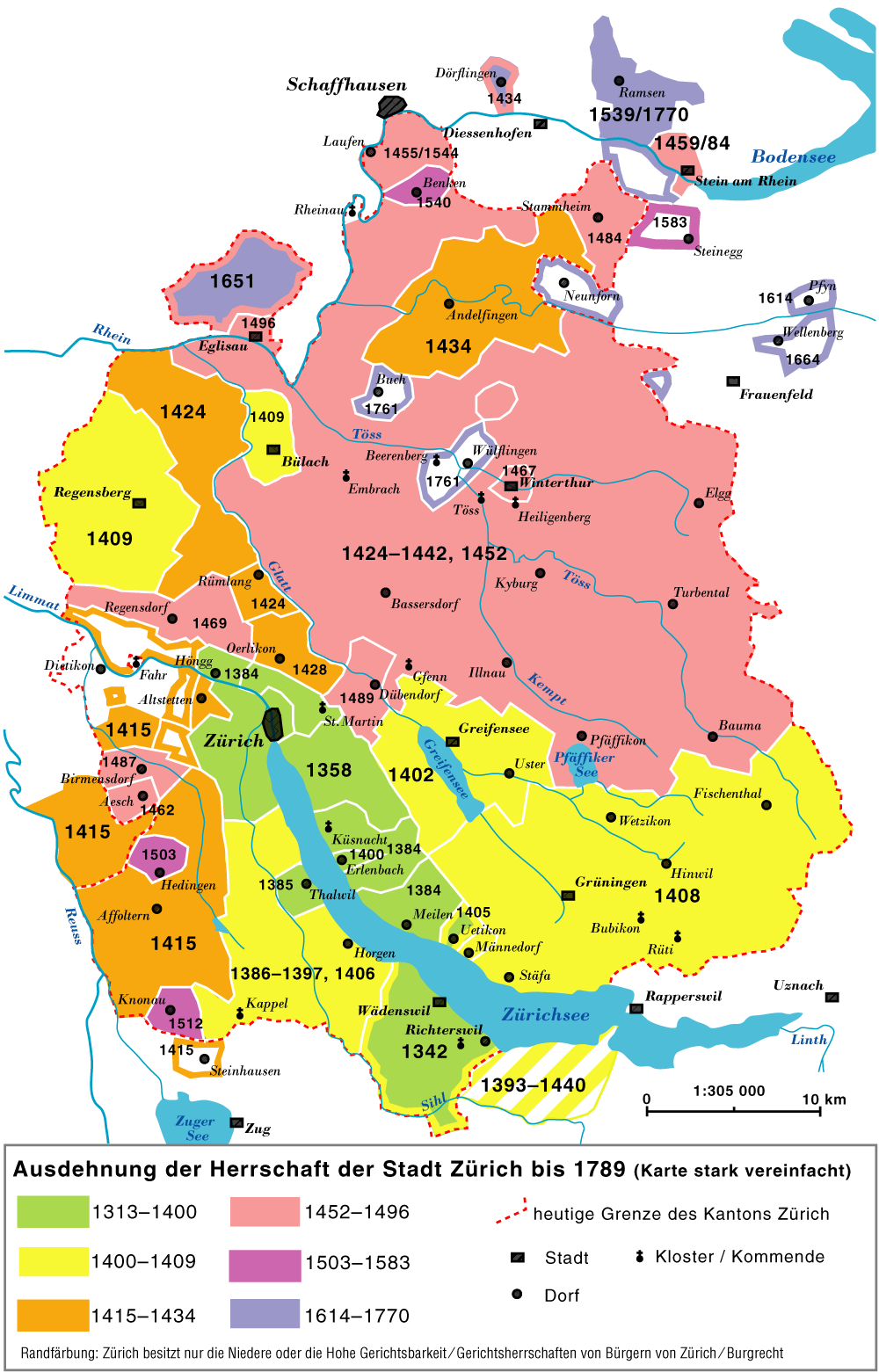
Gebietserwerbungen durch Zürich rechts der Töss nach 1400

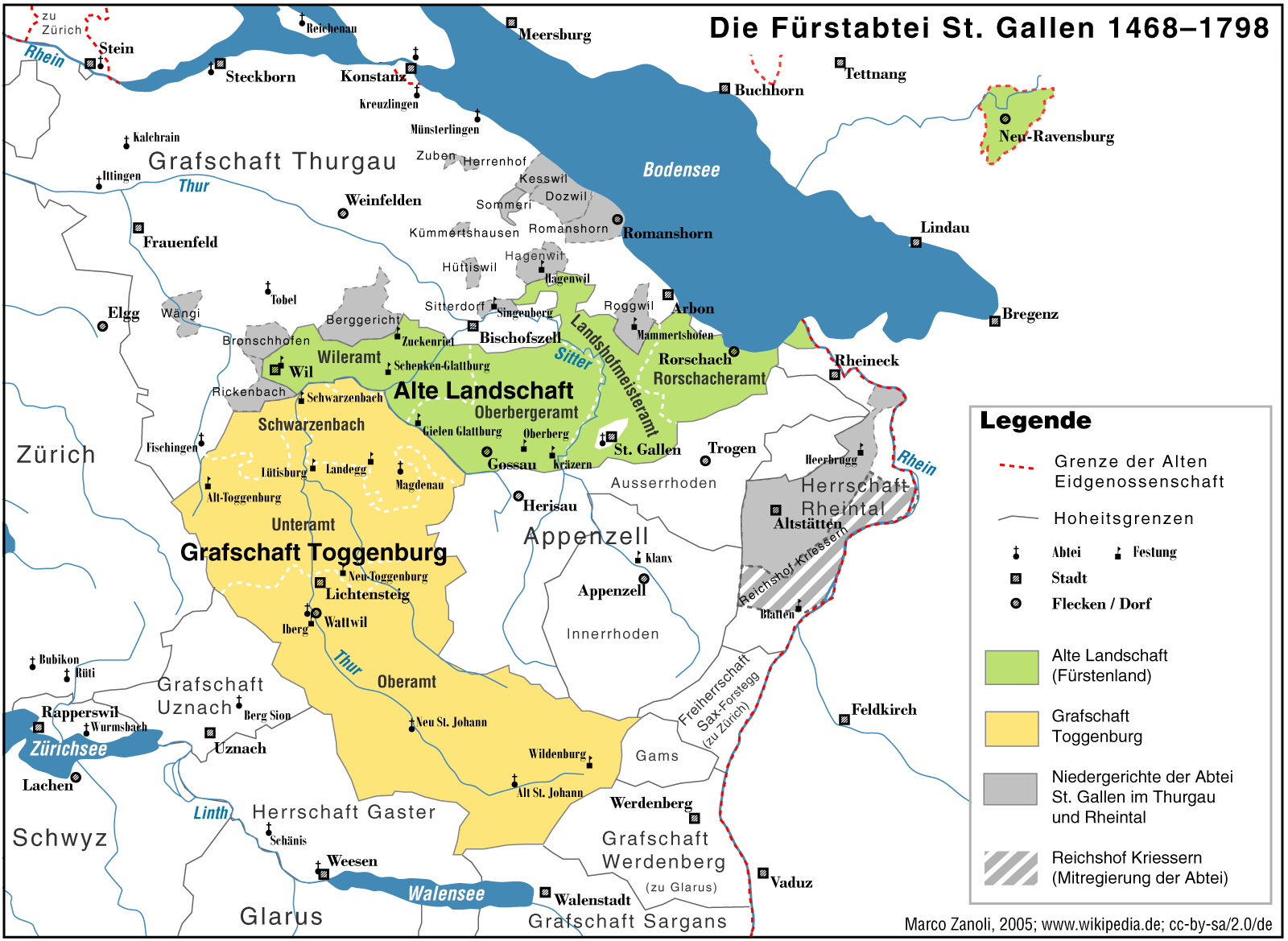
Länder der Fürstabtei St. Gallen nach 1468

Nach dem Zerfall des Herzogtums Schwaben im 13. Jh. kam das Gebiet der vormaligen Grafschaft Thurgau in den Besitz verschiedener Feudalherren, unter anderem der Fürstabtei St. Gallen (reichsunmittelbar seit 1180), der Toggenburger, Zähringer, Kyburger, Landenberger und Habsburger. Ab dem 15. Jahrhundert fielen Teile davon in das Gebiet der Alten Eidgenossenschaft (Appenzell 1403 sowie Verkäufe der Habsburger an Zürich).
Von 1264 bis 1460 stand die Landgrafschaft Thurgau unter der Herrschaft der Grafen von Habsburg. Allerdings lag das Interesse der Habsburger bereits Ende des 13. Jahrhunderts bei den neuen Besitzungen in Österreich, und sie liessen das Landgericht von freiherrlichen Landrichtern verwalten; daneben traten österreichische Landvögte auf. Neben dem Landgericht und der Landvogtei besassen die Grafen von Habsburg in der Gegend von Frauenfeld und Diessenhofen zahlreiche Güter und Zinsrechte, die im Habsburger Urbar verzeichnet sind.
Der thurgauische Adel nahm an den meisten kriegerischen Auseinandersetzungen der Herzöge von Österreich mit der Eidgenossenschaft auf österreichischer Seite teil. So fielen in der Schlacht am Morgarten neben vielen Edelleuten und Knappen drei Ritter von Bichelsee, drei von Weinfelden, vier von Landenberg und einer von «Luterberg». An der Schlacht am Stoss 1405 fielen zahlreiche thurgauische Edelleute. Daraufhin verheerten die Appenzeller fast den ganzen Thurgau und brachen etliche Burgen oder nötigten sie zur Übergabe. Allein Altenklingen, Bürglen und Frauenfeld trotzten ihrer Belagerung. Während der Reichsacht 1415 Herzogs Friedrich von Österreich durch den römisch-deutschen König Sigismund besetzte Burggraf Friedrich von Nürnberg den Thurgau als erledigtes Reichslehen. Die beiden festen Städte Diessenhofen und Frauenfeld ergaben sich nach einigem Zögern.
Damit wurde der Thurgau für kurze Zeit reichsunmittelbar und die Stadt Diessenhofen konnte sich sogar die Rechte einer freien Reichsstadt erwerben (bis 1442). Der spätere Kaiser Sigismund aber verpfändete 1415 die Vogtei Frauenfeld und 1417 das Landgericht der Stadt Konstanz.
Nach der eidgenössischen Eroberung des Aargaus bei derselben Reichsacht strebten die Eidgenossen Rhein und Bodensee als natürliche Grenze an. Sie bewarben sich zwar 1417 umsonst für das Landgericht, doch mit eigener Kraft gelang der Kauf der Grafschaften Kyburg (1424) und Andelfingen (1434) durch Zürich.
1460 wurde die Landgrafschaft Thurgau von den sieben eidgenössischen Orten Zürich, Luzern, Uri, Schwyz, Unterwalden, Zug und Glarus erobert – das Landgericht Thurgau verblieb aber bis 1499 der Stadt Konstanz.
Vier Kontingente aus dem Thurgau nahmen am „Grossen Pavier Feldzug“ von 1508–1510 gegen Frankreich teil, und entsprechend erhielten die freien Städte Frauenfeld und Diessenhofen, die Leute der Grafschaft Thurgau, sowie die Gotteshausleute des Bischofs von Konstanz im Thurgau im Jahr 1512 je eines der kostbaren «Juliusbanner» von Papst Julius II.
Die Reformation setzte sich im Thurgau 1529 beinahe vollständig durch, aber während der Gegenreformation im 16./17. Jahrhundert wurden zahlreiche thurgauische Ortschaften rekatholisiert.
Von 1460 bis 1798 war der Thurgau eine gemeine Herrschaft der sieben bzw. ab 1712 mit Bern, acht regierenden Orte der Alten Eidgenossenschaft.
Im 18. Jh. entsprach das Gebiet der Landgrafschaft im Wesentlichen demjenigen des heutigen Kantons (abgetrennt wurde 1803 die Exklave Rheinau; bei Thurgau blieb dagegen die Exklave Horn). Neben den erwähnten Acht Orten beteiligten sich noch Freiburg und Solothurn an den Einnahmen des Landgerichts (Malefiz).

## Moderne Geschichte
Am 2. März 1798 erlangte der Thurgau die Freiheit, doch bereits im April wurde der Thurgau eine Verwaltungseinheit der Helvetischen Republik, 1803 ein selbständiger und gleichberechtigter Kanton der Schweizerischen Eidgenossenschaft.
Das Wappen des Kantons Thurgau, gestaltet nach dem historischen Wappen der Kyburger, bestimmte die provisorische Regierungskommission am 13. April 1803. Da das Wappen den strengen Regeln der Heraldik nicht entspricht (Gold auf Silber), kam es immer wieder zu Änderungsversuchen. Der Regierungsrat des Kantons Thurgau schlug dem Grossen Rat in seiner Botschaft vom 23. März 1948 einen Neuentwurf vor, doch der Grosse Rat lehnte die Änderung ab und wollte die goldenen Löwen behalten.
Nach der Julirevolution von 1830 machte der Thurgau unter der Führung des Pfarrers Thomas Bornhauser den Anfang mit der Demokratisierung der schweizerischen Kantone durch seine neue, am 26. April 1831 angenommene Kantonsverfassung. Seitdem gehörte der Thurgau beständig zu den liberalen Kantonen, nahm teil an den Badener Konferenzbeschlüssen, hob 1848 seine Klöster bis auf eines auf und erklärte sich 1848 für Annahme der neuen Bundesverfassung. In den Volksabstimmungen von 1872 und 1874 stand der Thurgau beide Male auf der Seite der Befürworter einer neuen Bundesverfassung. Auch sein eigenes Grundgesetz wurde mehrfach modernisiert: Nachdem dieses schon 1837 und 1849 revidiert worden war, forderte die demokratische Bewegung ab 1868 eine neue Kantonsverfassung, in welcher das Referendum, die Volksinitiative, die direkte Volkswahl der Kantonsregierung und weitere Neuerungen verankert werden sollten, was mit der Verfassung vom 28. Februar 1869 seinen Abschluss fand.
1920 wurde der Grosse Rat erstmals nach dem Proporzwahlrecht bestellt, 1988 schaffte eine Verfassungsrevision den typisch thurgauischen Dualismus von Ortsgemeinden und Munizipalgemeinden (siehe Frühere Gemeindeorganisation des Kantons Thurgau) ab zugunsten von einheitlichen politischen Gemeinden, und 1990 trat die neue Kantonsverfassung von 1987 in Kraft.
Das Frauenstimmrecht wurde auf evangelischer Kirchgemeindeebene 1959 eingeführt, im Kantonsrat wurde das Frauenstimmrecht 1971 eingeführt. Zu dem Zeitpunkt durften Frauen schon auf Bundesebene abstimmen.
Zum 200. Jahr der Unabhängigkeit des Kantons Thurgau gab der Verein «Thurgauerinnen – gestern – heute – morgen» ein Buch heraus, das die denkwürdigen Stationen zur Thurgauer Frauengeschichte in den Mittelpunkt stellt. Auch das Thurgauer Frauenarchiv führt regelmässig Veranstaltungen zu historischen Themen durch.

## Nachweise
1. 1 2 3  Simone Benguerel, Hansjörg Brem, Albin Hasenfratz, Oskar Keller, Urs Leuzinger, Thomas Stehrenberger, Franziska Steiner: Archäologie im Thurgau. In: Amt für Archäologie des Kantons Thurgau (Hrsg.): Archäologie im Thurgau. Band 16, 2010, ISBN 978-3-905405-19-4, S. 356–357.
2. ↑  Adrian Lanzrein: Die befestigte Höhensiedlung Toos-Waldi von der Frühbronzezeit bis in die Spätantike. In: Archäologie im Thurgau. Band 15, 2009, S. 87–88.
3. ↑  Der Name des beim Zusammenfluss von Aare und Reuss liegenden Dorfes Turgi (erstmals belegt 1281) wird vom Namen Turgowe hergeleitet, weil es an der mittelalterlichen Grenze zwischen Aargau und Thurgau lag; siehe Lexikon der schweizerischen Gemeindenamen. Hrsg. vom Centre de Dialectologie an der Universität Neuenburg unter der Leitung von Andres Kristol. Frauenfeld/Lausanne 2005, S. 891.
4. ↑  StiASG, Urk. Bremen 2. Online auf e-chartae, abgerufen am 12. Juni 2020.
5. ↑  Hansjörg Brem: Einleitung. In: Amt für Archäologie Thurgau (Hrsg.): Archäologie im Thurgau (= Archäologie im Thurgau. Band 16). Huber, Frauenfeld/Stuttgart/Wien 2010, ISBN 978-3-7193-1541-2, S. 10–39, hier S. 11.
6. ↑  Winfried Hecht: Das Juliusbanner des zugewandten Ortes Rottweil. In: Der Geschichtsfreund: Mitteilungen des Historischen Vereins Zentralschweiz. 126/7 (1973/4). doi:10.5169/seals-118647
7. ↑  Judith Schuck: Frauenstimmrecht: Im Thurgauer dauerte es etwas länger. 13. Dezember 2023, abgerufen am 23. Juni 2024.
8. ↑  Verein «Thurgauerinnen – gestern – heute – morgen» (Hrsg.): Bodenständig und Grenzenlos. 200 Jahre Thurgauer Frauengeschichte. Huber, Frauenfeld 1998, ISBN 3-7193-1159-7.
9. ↑  frauenarchiv.ch